# Селище (област Габрово)
Вижте пояснителната страница за други значения на Селище.
Сèлище е село в Северна България, община Севлиево, област Габрово.

## География
Село Селище се намира на около 23 km запад-югозападно от центъра на град Габрово и 20 km юг-югозападно от град Севлиево. Разположено е в Средния Предбалкан, в Черновръшкия рид, по левия долинен склон на река Негойчевица – ляв приток на река Росица. Селото е съставено от две махали, разпръснати на голяма площ – Горно Селище и Долно Селище. Горно Селище е разположено под връх Черешките (1094 м), а край река Негойчевица е Долно Селище. Надморската височина в селото на моста с двата лъва на Негойчевица (Лъвовия мост) е около 425 m, на около километър северно при църквата „Свети великомъченик Георги“ е около 536 m. В южния край на селото покрай реката минава третокласният републикански път III-6072, който на запад през село Кръвеник води до квартал Острец на град Априлци, а на североизток през селата Стоките, Попска и Батошево – до връзка с третокласния републикански път III-440032, малко преди село Горна Росица.
Населението на село Селище, наброявало 302 души при преброяването към 1985 г., намалява до 189 към 2001 г., 142 към 2011 г. и 93 (по текущата демографска статистика за населението) към 2019 г.
Климатът е умереноконтинентален, а почвите са предимно светлосиви горски – подобно на тези характеристики за село Стоките, в чието землище се намира село Селище. Поради разположението на горната махала високо по южен горист склон климатичните условия там са по-благоприятни – слънчево и прохладно лято и по-мека зима в сравнение с долната махалата ниско край реката, където през зимата снегът се задържа значително по-дълго.

## История
Село Селище е създадено през 1983 г. при отделяне от село Стоките. Записването на село Стоките като „село Стоките (Селището)“ в списъците на общините (населените места) е започнало от Списъка на общините в Княжество България, издаден от Министерството на вътрешните работи през 1891 г. и е приключило до списъка на населените места в НРБ към 1960 г. включително.
През 1911 г. в махала Селище на село Стоките е открито Народно начално училище. То е отделено като клон от първоначалното училище в Стоките. Започнало в частна къща, от учебната 1913/1914 г. училището се помещава в собствена паянтова сграда. Училището е действало вероятно до 1966 г.
На 26 октомври 1936 г. е тържествено осветен от Великотърновския митрополит Софроний храмът „Свети Георги“ в Селището, чийто строеж е започнат около 1926 – 1927 г.
Село Селище към февруари 2021 г. е в състава на кметство Стоките.

## Население
Преброяване на населението през 2011 г.
Численост и дял на етническите групи според преброяването на населението през 2011 г.:
|                     | Численост | Дял (в %) |
| Общо                | 142       | 100,00    |
| Българи             | 141       | 99,29     |
| Турци               | 0         | 0,00      |
| Цигани              | 0         | 0,00      |
| Други               | 0         | 0,00      |
| Не се самоопределят | 0         | 0,00      |
| Неотговорили        | 1         | 0,70      |

## Религия
Селото е изцяло християнско. Повредената преди това стара църква „Свети великомъченик Георги“ в селото е възстановена напълно през 2008 г. с помощта на средства, отпуснати от Междуведомствената комисия за възстановяване и подпомагане към Министерството на държавната политика при бедствия и аварии и от дарения и доброволния труд на съселяните.

## Личности
Свещ. Петър Т. Цанков